# Khosrow và Shirin
Câu chuyện của Nezami bắt đầu bằng sự ra đời của Khosrow và quá trình lớn lên của anh. Sau đó là một câu chuyện khác về bữa tiệc của Khosrow trong nhà của một người nông dân; Khosrow bị cha mình xỉ vả rất nặng nề. Khosrow hối hận về hành vi phạm tội của mình xin được tha thứ. Vua Hormizd IV, hài lòng với con trai của mình và tha thứ cho anh. Tối hôm đó, Khosrow thấy ông nội Anushirvan trong một giấc mơ và ông nội cho anh thấy những lời chào mừng từ một người vợ tên là Shirin, một con ngựa tên là Shabdiz, một nhạc sĩ tên là Barbad, và một vương quốc vĩ đại, đó là Ba Tư.
Shapur, một họa sĩ bạn thân của Khosrow, kể với Khosrow về nữ hoàng Hy Lạp Mahin Banu và cháu gái Shirin của bà. Nghe mô tả của Shapur về sự hoàn hảo của Shirin – công chúa Armenia, hoàng tử trẻ đã yêu Shirin,. Shapur được cử đến Armenia để tìm Shirin. Shapur tìm được Shirin và đưa hình ảnh của Khosrow cho Shirin. Shirin đã yêu Khosrow và trốn khỏi Armenia đến thủ đô của Khosrow là Mada'in; nhưng lúc đó, Khosrow lại chạy trốn khỏi cơn giận của cha mình và sang Armenia để tìm Shirin.
Trên đường đi, anh thấy Shirin đang tắm khỏa thân và gội đầu; Shirin cũng thấy anh ta; nhưng vì Khosrow đã mặc quần áo nông dân khi đi đường, nên họ không nhận ra nhau. Khosrow đến Armenia và được Shamira nữ hoàng của Armenia chào đón - nhưng anh nhận thấy Shirin đang ở Mada'in. Một lần nữa, Shapur được cử đi tìm Shirin. Khi Shirin quay lại Armenia thì Khosrow - vì cái chết của cha mình - phải trở về Mada'in. Hai người yêu tiếp tục đi đến những nơi ngược nhau cho đến khi Khosrow bị lật đổ bởi một vị tướng tên Bahrām Chobin và bỏ trốn tới Armenia.
Tại Armenia, Khosrow cuối cùng cũng gặp Shirin và được cô chào đón. Tuy nhiên, Shirin không đồng ý kết hôn với Khosrow; trừ khi Khosrow đòi lại quốc gia của mình từ Bahram Chobin. Vì vậy, Khosrow phải rời xa Shirin ở Armenia và đi đến Constantinople. Caesar đồng ý giúp anh chống lại Bahram Chobin với điều kiện anh phải kết hôn với con gái Mariam. Khosrow cũng buộc phải hứa là sẽ không được kết hôn với ai nếu Mariam còn sống. Khosrow đã thành công trong việc đánh bại kẻ thù của mình và chiếm lại ngai vàng. Mariam, do sự ghen tuông của mình đã giữ Khosrow tránh xa Shirin.
Trong khi đó, một nhà điêu khắc tên là Farhad yêu Shirin và trở thành đối thủ của Khosrow. Khosrow không thể chấp nhận Farhad, vì vậy anh cử anh ta như một người lưu vong đến núi Behistun với nhiệm vụ bất khả thi là khắc các bậc thang từ vách đá dựng đứng. Farhad bắt đầu nhiệm vụ của mình với hy vọng rằng Khosrow sẽ cho phép anh kết hôn với Shirin. Tuy nhiên, Khosrow gửi một sứ giả tới Farhad và cho anh ta một tin giả về cái chết của Shirin. Nghe tin giả này, Farhad gieo mình từ đỉnh núi xuống và chết. Khosrow viết một bức thư cho Shirin, bày tỏ sự hối hận về cái chết của Farhad. Ngay sau vụ việc này, Mariam cũng chết. Theo phiên bản của Ferdowsi, chính Shirin đã bí mật đầu độc Mariam. Shirin trả lời lá thư của Khosrow với một lời chia buồn châm biếm.
Khosrow, trước khi cầu hôn với Shirin đã gần gũi với một người phụ nữ tên là Shekar ở Isfahan, điều này dẫn tới sự trì hoãn kết hôn của hai người. Cuối cùng, Khosrow đến lâu đài của Shirin để gặp cô. Shirin, thấy Khosrow đang say đã không cho anh ta vào lâu đài. Cô rất tức giận vì Khosrow đã gần gũi với Shekar. Khosrow buồn vì bị từ chối đã trở về cung điện của mình.
Shirin cuối cùng đồng ý kết hôn với Khosrow sau một vài câu chuyện lãng mạn và anh hùng. Tuy nhiên, Shiroyeh, con trai của Khosrow với vợ Mariam, cũng yêu Shirin. Cuối cùng, Shiroyeh giết chết cha Khosrow và cử một sứ giả thông báo điều đó tới Shirin là sau một tuần cô sẽ phải cưới anh ta. Shirin, để tránh kết hôn với Shiroyed, đã tự kết liễu đời mình. Khosrow và Shirin được chôn cùng nhau trong một ngôi mộ.
Tất cả câu chuyện tình trên đều được thể hiện bằng thơ của Nezami.